# Константинос Талядурис
Константинос Хараламбу Талядурис (на гръцки: Κωνσταντίνος Χαράλαμπου Ταλιαδούρης) е гръцки политик от средата на XX век.

## Биография
Роден е в 1893 година в източнотракийското село Скопе, тогава в Османската империя. Емигрира в Гърция. Избран е за първи път за депутат от Гревена през 1923 година. Избиран е от ном Кожани в 1950, 1956 и 1958 година от Либералната партия и през 1961, 1963 и 1964 година от Съюза на центъра. Министър е на Северна Гърция от 18 февруари 1964 до 15 юли 1965 година. За заслугите му на централния площад в Гревена му е издигнат бюст и името му носи улица. Негов бюст има и на площада на сярското село Кешишлък (Неос Скопос), в което за заселени гърци бежанци от родното му село Скопе, тъй като Телядурис поема значителна част от разходите по изграждането на сградата на читалище „Орфеас“, открита на 26 май 1966 година. Малко преди да умре, Телядурис построява за своя сметка акушеро-гинекологичното крило на болницата Гревена. Умира след боледуване през 1978 г. и е погребан в църквата „Света Богородица Неръкотворна“ в Солун на 26 септември 1978 година.